# Luciano Claw
Luciano Claw (São Vicente, 27 de setembro de 1981) é um cantor, multi-instrumentista, produtor musical e arranjador brasileiro. Iniciou seus contatos com a música ainda jovem, até que iniciou sua carreira solo em 2006, com o álbum Sentimentos.
Em sua carreira, já trabalhou com vários músicos e artistas, como Paulo César Baruk, Racionais MC's, André Paganelli, Alexandre Aposan, Coral Resgate, Apocalipse 16, Lito Atalaia, Jeanne Mascarenhas, Só pra Contrariar, Thiago Grulha, Adriana e a Rapaziada, entre outros.
Foi indicado ao Troféu Talento em 2006 com o disco Sentimentos e ao Troféu Promessas em 2011, na categoria Revelação.

## Discografia
- 2006: Sentimentos
- 2009: Inexplicável
- 2011: Por Amor a Ti
- 2011: "Por Amor a Ti (DVD)